# Port lotniczy Gautam Buddha
Port lotniczy Gautam Buddha (IATA: BWA, ICAO: VNBW) – mały port lotniczy w Siddharthanagarze, w Nepalu. Położony jest na wysokości 109 m n.p.m.